# 黄敞
黄敞（1927年—2018年），男，祖籍江苏无锡，生于奉天（今辽宁）沈阳，中国微电子与微计算机技术专家，曾任航天工业部骊山微电子公司副总经理、总工程师，第五、六届全国政协委员。